# Dorfmühle (Neunkirchen-Seelscheid)
Dorfmühle ist ein Ortsteil von Seelscheid im Rhein-Sieg-Kreis.

## Lage
Die Dorfmühle liegt im Wenigerbachtal zwischen Dorf Seelscheid und Weesbach. 

## Geschichte
1888 gab es acht Bewohner in der erstmals verzeichneten Wassermühle. 1910 war Bernhard Kröger hier Müller.
Das Anwesen gehörte bis 1969 zur Gemeinde Seelscheid.

## Weblink
- Bilder